# 大田鄉站
大田鄉站（日语：／ Ōtagō eki */?）是位於茨城縣筑西市玉戶1523番2號，關東鐵道的常總線車站。曾經此站可轉乘常總筑波鐵道鬼怒川線前往鬼怒川河畔的三所站。

## 概要
此站位於筑西市（舊·下館市）南部。

### 在此站行走的運行形態
- 上行（下妻、水海道、守谷、取手方向）
  - 日間每小時設有2班普通列車（前往取手，部分前往守谷）停靠。部分列車可在水海道轉乘另一架前往取手[注釋 1][3]。
- 下行（下館方向）
  - 日間每小時設有2班普通列車（前往下館）停靠[3]。

## 歷史
- 1913年（大正2年）11月1日 - 常總鐵道（日语：常総鉄道）車站啟用[1]。
- 1927年（昭和2年）7月1日 - 鬼怒川線開通[1]。
- 1945年（昭和20年）3月30日 - 與筑波鐵道（第一代）（日语：筑波鉄道 (初代)）合併，成為常總筑波鐵道（日语：常総筑波鉄道）車站[1]。
- 1964年（昭和39年）1月16日 - 鬼怒川線廢止[1]。
- 1965年（昭和40年）6月1日 - 與鹿島參宮鐵道（日语：鹿島参宮鉄道）合併，成為關東鐵道車站[1]。
- 2009年（平成21年）3月14日 - 此站可以使用IC卡PASMO[1]。

## 車站構造

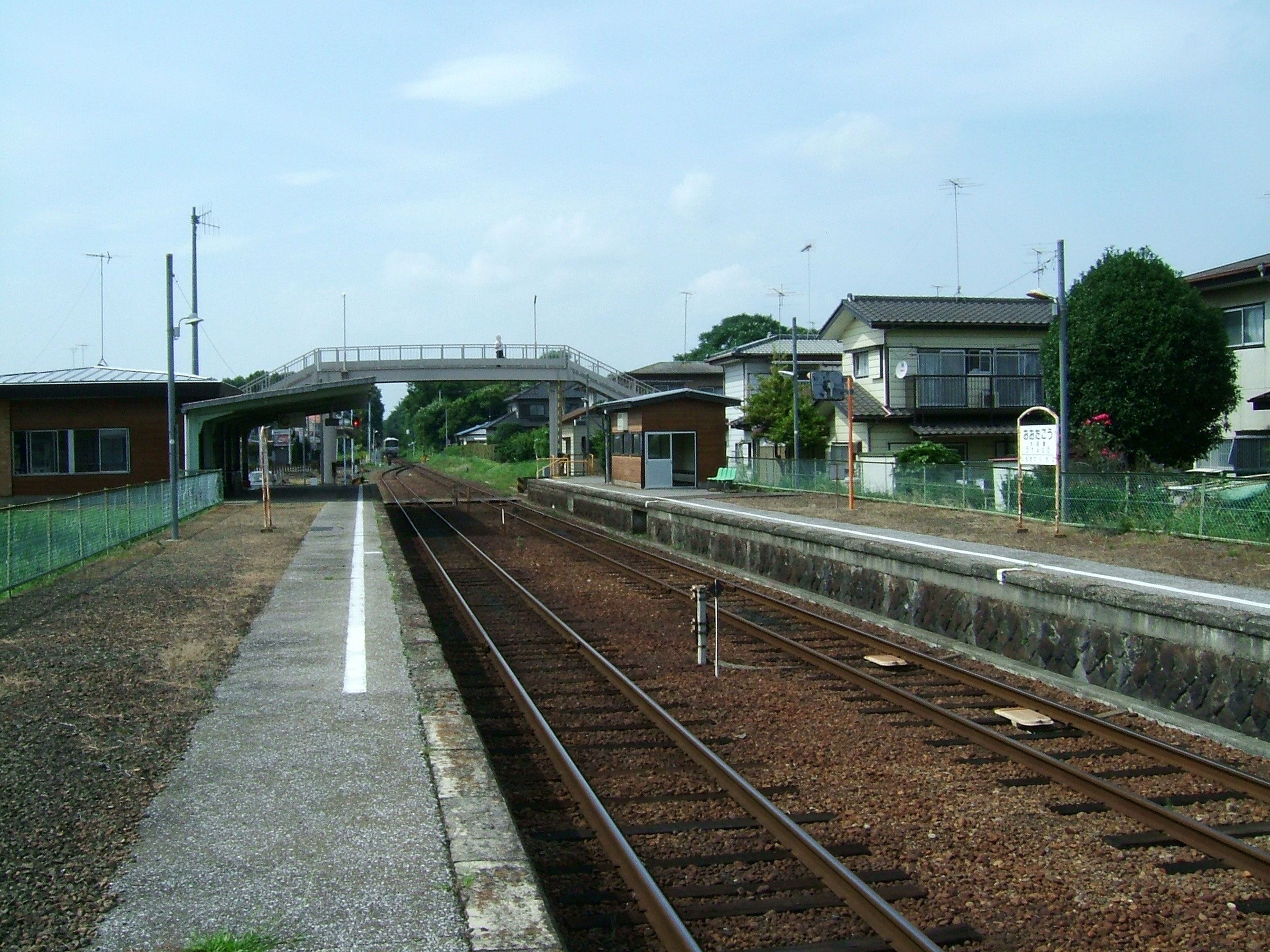
月台（2008年7月）

本站是地面車站，設有2面2線的相對式月台。此站是委託車站。月台靠近下館一方設有站內平交道。在取手方向月台上設有候車室。此站前後位於單線區間，因此需要進行列車交會。
站房曾位於下館方向月台側。隨著車站西邊開發成住宅區，站房便遷移至現時位置。

### 月台
| 月台 | 路線    | 方向                   |
| ---- | ------- | ---------------------- |
| 1    | ■常總線 | 下館方向               |
| 2    | ■常總線 | 水海道、守谷、取手方向 |

## 使用狀況
以下為近年乘車人次變化。
| 乘車人員變化 | 乘車人員變化 |
| 年度         | 1日平均人次  |
| ------------ | ------------ |
| 1998         | 242          |
| 1999         | 230          |
| 2000         | 212          |
| 2001         | 214          |
| 2002         | 201          |
| 2003         | 208          |
| 2004         | 215          |
| 2005         | 209          |
| 2006         | 201          |
| 2007         | 186          |
| 2008         | 193          |
| 2009         | 135          |
| 2010         | 178          |
| 2011         | 142          |
| 2012         | 161          |
| 2013         | 169          |
| 2014         | 158          |
| 2015         | 150          |
| 2016         | 173          |
| 2017         | 166          |
| 2018         | 149          |

## 車站周邊
車站西邊設有住宅區。
- 常陽製菓
- 茨城縣立縣西生涯學習中心
- 特別醫療法人平仁會下館醫院
- 茨城縣立下館工業高等學校（日语：茨城県立下館工業高等学校）
- 茨城縣立筑西產業技術專門學院
- 下館西方郵局

## 相鄰車站
關東鐵道
■常總線
快速
通過
普通
黑子－大田鄉－下館

### 曾經存在的路線
常總筑波鐵道
鬼怒川線
大田鄉－（貨）常總關本站

## 注腳

## 外部連結
- 大田鄉駅 | 車站案內 （页面存档备份，存于）（日語） - 關東鐵道